# زقين مضلل
زقين مضلل (الاسم العلمي:Diascia decipiens) هو نوع من النباتات يتبع جنس الزقين من الفصيلة الغدبية.